# Popponesset
Popponesset é um lugar designado pelo censo localizado no condado de Barnstable no estado estadounidense de Massachusetts. No Censo de 2010 tinha uma população de 220 habitantes e uma densidade populacional de 267,11 pessoas por km².

## Geografia
Popponesset encontra-se localizado nas coordenadas 41° 34′ 25″ N, 70° 27′ 48″ O. Segundo a Departamento do Censo dos Estados Unidos, Popponesset tem uma superfície total de 0.82 km², da qual 0.79 km² correspondem a terra firme e (3.77%) 0.03 km² é água.

## Demografia
Segundo o censo de 2010, tinha 220 pessoas residindo em Popponesset. A densidade populacional era de 267,11 hab./km². Dos 220 habitantes, Popponesset estava composto pelo 99.09% brancos, o 0% eram afroamericanos, o 0% eram amerindios, o 0.45% eram asiáticos, o 0% eram insulares do Pacífico, o 0.45% eram de outras raças e o 0% pertenciam a duas ou mais raças. Do total da população o 0.45% eram hispanos ou latinos de qualquer raça.